# Rıza Çalımbay
Pour les articles homonymes, voir Rıza.
Rıza Çalımbay (né le 2 février 1963 à Sivas), est un footballeur et entraîneur turc, capitaine de l'équipe nationale.
Il portait le surnom de Atomas, la « fourmi atomique » (Atom Karınca en turc).

## Carrière
Il débute dans l'équipe jeune du Besiktas. En 1980, il accède à l'équipe première. Même si c'était un milieu droit, il jouait comme milieu mais aussi une alternative dans tous les postes à droite. Il a été durant plusieurs années l'un des joueurs favoris du club.
Durant les 16 années où il porte les couleurs de Besiktas, il joue 494 matchs de championnat et marque 41 buts.
Il est le joueur le plus capé du championnat turc pour Besiktas. Il ne porta que le maillot de Besiktas ainsi que le brassard de capitaine durant plusieurs années.
Durant sa carrière professionnelle, il remporte 6 championnats, 3 coupes de Turquie, 4 coupes de Cumhurbaşkanlığı, 1 coupe de premier ministre et 6 Türkiye Spor Yazarları Derneği Kupası.
En juillet 1996, il joue son jubilé. 
Il joua à 52 reprises pour l'équipe nationale (37 fois pour l'équipe première, 8 fois pour l'équipe réserve et 6 fois pour l'équipe jeune). 
Le 13 novembre 1991, il inscrit son premier but pour l'équipe nationale contre l'Irlande sur un penalty ; le match finit par un score de 3-1.